# Y Jut
Đây là một tên người Ê Đê; họ tên được viết theo thứ tự tên trước, họ sau: họ là Hwing.
Y Jut (1888-1934), tên đầy đủ là Y Jut Hwing, là một nhân sỹ người Êđê. Ông là tác giả chính của bộ chữ viết Êđê ngày nay.
Sinh tại Buôn Kram, xã Ea Tiêu (cùng Buôn với lãnh tụ Y-Bhăm Ênuol) trước đây thuộc huyện Krông Ana, nay thuộc huyện Cư Kuin, tỉnh Đắk Lắk. Sinh ra trong cảnh nước mất nhà tan, Y-Jut cùng các trẻ em nam khác bị thực dân Pháp bắt cóc và giao nộp cho Trường Prancios-Rhade để đào tạo trí thức tay sai cho thực dân Pháp. lợi dụng cơ hội này Y Jút quyết tâm học hành, đem ánh sáng văn hóa trở lại phục vụ quê hương, buôn làng và đó cũng là cơ hội tốt nhất để giải phóng đồng bào ra khỏi ách áp bức bóc lột. Y Jút tốt nghiệp sơ học tại Trường Franco – Rhade Buôn Ma Thuột, tốt nghiệp tiểu học ở Huế và năm 1912 học trung học tại Trường Lycee Khải Định Huế. Năm 1916 Y Jút tốt nghiệp trung học, được bổ nhiệm làm giáo viên tại Trường Franco – Rhade Buôn Ma Thuột. Trước cảnh sống tối tăm và khổ nhục của đồng bào do chính sách ngu dân của thực dân Pháp, ngay từ những năm đầu bước vào nghề dạy học, Y Jút đã nuôi hoài bão giải thoát người Êđê thoát khỏi nạn mù chữ. Kết hợp với bạn bè như Y Ut Niê, Y BLul Êban tìm hiểu mẫu tự La tinh và vần Êđê đặt ra bộ chữ viết Êđê ngày nay. Sau đó bộ chữ này được đốc học Angtoamaki và Sabatier tu chỉnh lại vào năm 1920. Latinh hóa tiếng Êđê và thầy đã thành công. Ngoài ra, Y Jút còn là người phụ trách biên soạn bộ giáo trình Rhade – Pháp(Rhade-Francios) loại bỏ giáo trình Pháp-Rhade (Francios-Rhade) dùng để giảng dạy trong nhà trường nghĩa là học sinh bản địa Êđê học chữ Êđê trước sau đó mới học chức Pháp. Chữ Êđê là một trong những bộ chữ của các tộc người bản địa Tây Nguyên được xây dựng sớm nhất ở khu vực từ cơ sở chữ Latinh nhằm mục đích phục vụ giáo dục, với ý thức tự tôn dân tộc, nhằm giúp cho người Êđê có chữ viết. Sau này mới được các linh mục người Pháp, các mục sư Tin lành người Mỹ góp ý sửa chữa để chép kinh thánh bằng tiếng Êđê. Điều này không giống với quá trình xây dựng và hình thành bộ chữ của một số tộc người Tây Nguyên khác như: Jrai, Bana, K’Ho… đều do các đức cha giáo phận mời trí thức các dân tộc cùng tham gia biên soạn, hướng chính vào mục đích phổ biến kinh thánh Cơ đốc và Tin lành. Trải qua nhiều năm tháng, bộ chữ Êđê ban đầu do hai thầy Y Jút Hwing và Y Út Niê biên soạn vẫn được coi là khoa học nhất và rất ít bị thay đổi. Ngày nay hầu hết người Ê-đê sử dụng thành thạo chữ viết này. Y-Jut bị đầu độc và qua đời năm 1934 tại Buôn Ma Thuột còn Y-Ut Niê Brit (Ama Puk) bị kẻ xấu ám sát bằng súng năm 1962 tại Buôn Đôn trong khi đang dạy học cho các trẻ em Ê-đê.
Học trò của ông như Y Wang Mlô, Y Bih Aleo... Là những người sau này lãnh đạo các phong trào, trong chiến tranh Việt Nam.
Lúc đó, Công sứ Pháp "Đất Tây Nguyên của người Tây Nguyên" và coi đó là "nguyên lý chỉ đạo nên cai trị các xứ Mọi", kiên quyết không cho người lạ mặt vào Đắk Lắk. Điều này làm tăng thêm sự bất bình trong các dân tộc Tây Nguyên.
Ông cùng với Thầy giáo Y Ut Niê tổ chức đấu tranh cùng với học sinh, công chức mà đông đảo là người Êđê đòi viên Công sứ Sabatier phải ra đi. Việc không thành, ông bí mật tập hợp lực lượng tổ chức ám sát viên Công sứ Sabatier. Nhưng ông chưa triển khai đã bị lộ và những người cùng chí hướng viết lá đơn kiện gửi đến Toàn quyền Đông Dương và Khâm sứ Trung Kỳ, Tổng Thanh tra Đông Dương tố cáo những hành vi tội ác của Sabatier. Cuối cùng Sabatier buộc phải rời khỏi tỉnh Đắk Lắk.
Tên ông đã được đặt cho một con đường ở Thành phố Buôn Mê Thuột, và một số trường học phổ thông trong tỉnh Đắk Lắk.